# Brachythecium paradoxum
Brachythecium paradoxum là một loài Rêu trong họ Brachytheciaceae. Loài này được (Hook. f. & Wilson) A. Jaeger mô tả khoa học đầu tiên năm 1878.